# Anton Tichomirow
Anton Władimirowicz Tichomirow, ros. Антон Владимирович Тихомиров (ur. 23 sierpnia 1990 w Leningradzie) – rosyjski hokeista.

## Kariera
- HK Pitier Sankt Petersburg (2006-2008)
- SKA 1 Sankt Petersburg (2008-2009)
- SKA-1946 Sankt Petersburg (2009-2010)
- HK WMF Sankt Petersburg (2010-2012)
- SKA-1946 Sankt Petersburg (2012)
- SKA Sankt Petersburg (2012)
- HK WMF (2012)
- Witiaź Czechow (2012-2013)
- HK WMF (2013)
- Orlik Opole (2014)
- Ariada Wołżsk (2015-2016)
- Buran Woroneż (2016-2017)
- HK Czeboksary (2017-2019)
- Dinamo-Ałtaj Barnauł (2019-)

Wychowanek Spartaka Sankt Petersburg. Występował w drużynie rezerwowej klubu, drużynie juniorskiej w lidze MHL, w zespole farmerskim w lidze WHL oraz w zespole seniorskim SKA i innym klubie w rozgrywkach KHL. Od września do października 2014 zawodnik polskiego klubu Orlik Opole w rozgrywkach PHL. Od 2017 do października 2019 był zawodnikiem HK Czeboksary. W październiku 2019 przeszedł do Dinama-Ałtaja Barnauł, gdzie w kwietniu 2020 przedłużył kontrakt.